# Polystichum birii
Polystichum birii là một loài dương xỉ trong họ Dryopteridaceae. Loài này được Jamir & R.R.Rao mô tả khoa học đầu tiên năm 1983.
Danh pháp khoa học của loài này chưa được làm sáng tỏ. 